# چو هیئونمو
چو هیئونمو (Choe Yun) (متولد ۱۹۵۳)، که بیشتر با نام مستعار چو یون شناخته می‌شود، نویسنده، مترجم و استاد ادبیات فرانسه اهل کره جنوبی است.
نوشته Choe Yun تأثیر روانی رویدادهای سیاسی/تاریخی، از جمله کشتار گوانگجو (۱۹۸۰) و دیکتاتوری پارک چونگ هی (۱۹۶۱–۱۹۷۹) را با تکنیک‌های داستانی پیچیده ادغام می‌کند.

## آثار

### ترجمه
- وجود یک گلبرگ بی‌صدا: سه داستان نوشته چو یون (انتشارات دانشگاه کلمبیا، ۲۰۰۸)، ترجمه بروس فولتون و جو چان فولتونشابک ‎۰−۲۳۱−۱۴۲۹۶-X
- The Last of Hanako (انتشارات جیموندانگ، ۲۰۰۳)
- "His Father's Keeper" در Korea Journal Vol.32 No.2 Summer 1992 pp. 117 تا ۱۳۴

### به زبان کره ای
- تو دیگر نیستی (너는 더 이상 너가 아니다، ۱۹۹۱)
- زمزمه، زمزمه (속삭임 속삭임، ۱۹۹۱)
- آدم‌برفی خاکستری (회색 눈사람، ۱۹۹۲)
- در سکوت یک گلبرگ می افتد (저기 소리없이 한 점 꽃잎이 지고، ۱۹۹۲)
- There Is No Hanako (하나코는 없다، ۱۹۹۴)
- زمستان، آتلانتیس (겨울 아틀란티스، ۱۹۹۷)
- مانکن (마네킹، ۲۰۰۳)

### ترجمه‌ها
- La Place (광장، ۱۹۹۴) توسط چو اینهون
- Le Poète اثر یی مونیول
- Le fils de l'homme اثر یی مونیول
- سوغاتی L'autre Côté d'un Obscur اثر یی گیون یونگ
- Le prophète اثر یی چئونگ جون
- Blessures d'avril اثر یی ائوریونگ

## جوایز
- جایزه ادبی دونگ این (۱۹۹۲) - برای آدم‌برفی خاکستری
- جایزه ادبی یی سانگ (۱۹۹۴) - برای The Last of Hanako